# NK Junak Sinj
Nogometni klub Junak Sinj hrvatski je nogometni klub iz Sinja. Trenutačno se natječe u 3. NL – Jug.

## Povijest kluba
Junak je osnovan u Sinju 18. srpnja 1916. godine. Prvi predsjednik kluba bio je Ante Brož.
Klub su osnovali nogometni entuzijasti koji su po gradskim livadama naganjali kožnatu loptu. Mahom su to bili sinjski studenti koji su studirali po Splitu,  Zagrebu i drugim gradovima te su i u svom gradu željeli zaigrati nogomet. Ime kluba je nastalo iz dišpeta prema Hajduku pa su Sinjani rekli ako Split ima Hajduka onda Sinj mora imati Junaka. Dres kluba je plave boje ali su svoje utakmice na početku stoljeća igrali u crno bijeloj kombinaciji jer se zbog siromaštva nije moglo nabaviti tkanine plave boje za dresove. U klupskim vitrinama nalazi se preko 250 trofeja s raznih natjecanja.
Prvi predsjednik kluba Junak je bio Ante Brož, a u prvu utakmicu kluba odigranu na blagdan Velike Gospe 15.kolovoza 1916. poveo prvi kapetan Mirko Kačić.
Godine 1921. nije djelovao. Iduće godine obnovljen je pod imenom Velebit.  Mijenja ime u Junak 1924. Klub je 1925. imao bejzbolsku, lakoatletsku, nogometnu i turističku sekciju. Klupske boje 1932. bile su crna i bijela.
- 1939. pobjeda nad Hajdukom 1:0 strijelac gola Barišić
- 1946. zbog nedostatka financija nije u mogućnosti otputovati na odigravanje utakmice protiv Višana za prvaka Dalmacije i Višani osvajaju titulu
- 1968. osvaja drugo mjesto u Dalmatinskoj zoni pa dobiva pravo u natjecanju za amaterskog prvaka Hrvatske te osvaja tu titulu koja mu omogućuje nastup u završnici za amaterskog prvaka Jugoslavije čiji je i organizator ali zauzima tek treće mjesto
- 1969./1970. osvaja prvo mjesto Dalmatinske zone i odlazi u kvalifikacije za Drugu saveznu ligu koje ne prolazi
- 1970./1971. prvo mjesto i ponovni odlazak u kvalifikacije za drugu saveznu ligu Jugoslavije ali ovaj put prolazi i kvalificira se utakmicom u Čakovcu a na povratku ga dočekuje 10 000 ljudi na Sinjskoj pijaci važno je napomenuti da je klub kao trener tada vodio Mirko Jozić poslije proslavljeni trener Nogometne reprezentacije Hrvatske
- 1987. prvi u Dalmatinskoj zoni i osvajač Županijskog kupa u kvalifikacijama za Drugu saveznu ligu ispada od NK Radnika iz Velike Gorice
- 1988./1989. prvo mjesto Dalmatinska zona te išao u kvalifikacije za međurepubličku ligu te je u 21 dan odigrao 1 prvenstvenu i 6 kvalifikacijskih utakmica te se uspio kvalificirati i u toj ligi ostati sve do rata.
- nastankom Hrvatskih nogometnih liga (HNL) svrstan je u 2. HNL
- 1993./94.  igra u 3. HNL
- 1994./95. osvaja 3. HNL i kvalificira se u 1.B HNL ali zbog reorganizacije odlazi u čak 3. HNL – Jug
- 1999./2000. osvaja Županijski nogometni kup
- 2006./07. završava 3. U 3. HNL – Jug i kao treći ulazi u 2. HNL, jer prvaci NK Hrvace i viceprvaci NK Zagora Unešić ne zadovoljavaju uvjete za igranje lige
- 2018./19. prvaci 3. HNL – Jug, te nakon kvalifikacija ponovno ulazi u 2. HNL

## Poznati treneri
- Ivo Mrčić – 9,5 godina na klupi Junaka
- Đorđe Grubišić-Kajo
- Filip Pavić-Prki
- Ivica Obilinović-Ive

U Junaku je nekad igrao poznati hrvatski nogometni trener i bivši hrvatski izbornik Mirko Jozić.

## Poznati igrači
- Slaven Zambata – jugoslavenski reprezentativac
- Svemir Delić – jugoslavenski reprezentativac iz 1956. godine
- Ivica Zorica – najbolji strijelac kluba u povijesti
- Goran Sablić – hrvatski reprezentativac
- Mirko Hrgović – reprezentativac BIH
- Andrija Balajić – hrvatski reprezentativac
- Stipe Balajić – trener
- Ante Milanović – igrač s međunarodnim iskustvom i trener mlađih kategorija u NK Glavice
- Nikola Jerkan – hrvatski reprezentativac
- Vedran Runje – hrvatski reprezentativac
- Janko Janković – hrvatski reprezentativac
- Tonči Gabrić – hrvatski reprezentativac
- Mario Tičinović – hrvatski reprezentativac u mlađim kategorijama
- Dario Sablić – bivši hrv. reprezentivac U16 i U20
- Josip Gašpar – bivši hrv. reprezentativac U21
- Boris Bračulj – hrv.-bh. nogometaš i trener

Legendarni hrvatski športski komentator Mladen Delić je igrao nogomet u Junaku. Predsjednik Vrhovnog suda Dražen Sesardić (1967. – 1972.) 1930-ih je godina igrao nogomet u Junaku zajedno s bratom.

## Sponzori kluba
Kao gradski klub glavni sponzor NK Junak je grad Sinj. Nakon dugo godina NK Junak je 2012. godine pred kraj sezone 2011. – 2012. osiguravši ostanak u Drugoj HNL dobio i strateškog sponzora u tvrtci KiK Textilien.

## Zanimljivosti
Klub je kroz povijest promijenio čak tri igrališta za odigravanje utakmica i to:
1. igralište (ledina) u Tripalovom voćnjaku
2. igralište na starom Pazarištu kod pekare
3. Gradski stadion Sinj
Navijačka skupina koja prati klub se zove Maligani i izvorno su navijači KK Alkar koji je košarkaški klub.
Dana 18. srpnja 2016. godine klub je prigodnim svečanostima proslavio stotu godišnjicu osnivanja a navijači su uz koroteo i vatromet s bakljadom i svjetlećim raketama obasjali noćno nebo grada u čast svog kluba. Tom istom prigodom NK Junak je odigrao utakmicu protiv HNK Hajduka i izgubio.

## Vanjske poveznice
- Službena web-stranica
- Arhivirana web-stranica  Arhivirana inačica izvorne stranice od 28. listopada 2008. (Wayback Machine)
- Profil, HNS Semafor